# Rinyaújlak
Rinyaújlak é um município da Hungria, situado no condado de Somogy. Tem 24,26 km² de área e sua população em 2019 foi estimada em 261 habitantes.